# شركة مطار سيدني المحدودة
شركة مطار سيدني المحدودة هي المشغل التجاري لمطار سيدني ، بمدينة سيدني الأسترالية.
تمتلك شركة ساوثرن كروس للمطارات القابضة النسبة الأكبر من الشركة، بالإضافة إلى عدد آخر من المساهمين من أبرزهم بنك ماقواير .

## نبذة
في عام 2002 وقعت الحكومة الفدرالية الأسترالية عقدا لتأجير وتشغيل مطار سيدني مع شركة مطار سيدني المحدودة وذلك لمدة تسعة وتسعين (99) عاماً، تقوم خلالها الشركة بإدارة وتشغيل المطار تجارياً . ومع ذلك احتفظت الحكومة بمسؤولية بعض الخدمات المتعلقة بالمطار عبر مؤسساتها المستقلة، كالخدمات الجوية ( المراقبة الجوية ..) وخدمات الشرطة والجمارك الأسترالية .